# Monolith (Kalifornia)
Monolith – obszar niemunicypalny w hrabstwie Kern, w Kalifornii (Stany Zjednoczone), na wysokości 1209 m. Znajduje się około 7 km na wschód od miasta Tehachapi, w południowej części pasma górskiego Sierra Nevada.

## Linki zewnętrzne

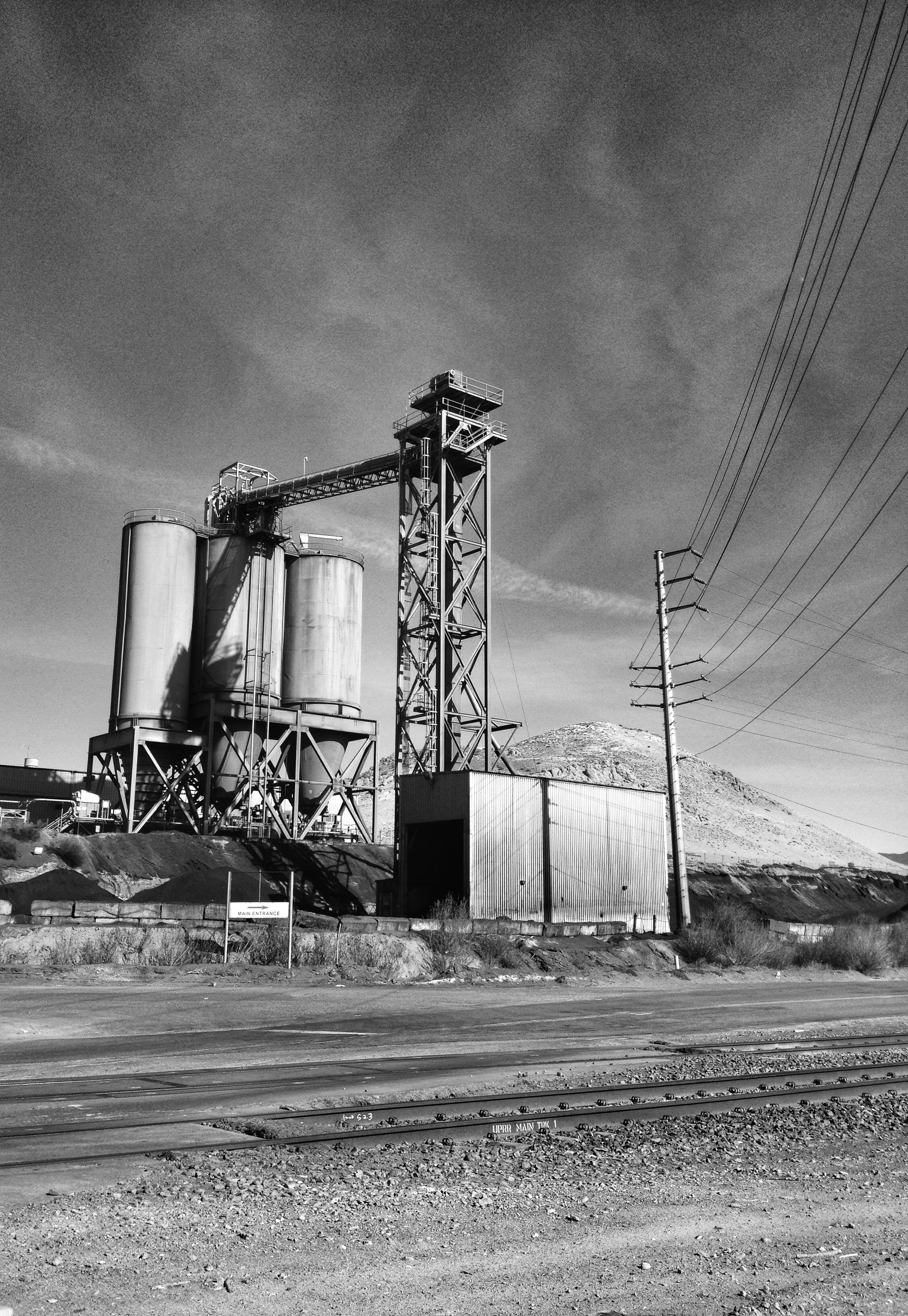
Cementownia w Monolith